# کارل دوم، آرشیدوک اتریش
کارل دوم، آرشیدوک اتریش (آلمانی: Karl II. Franz von Innerösterreich؛ ۳ ژوئن ۱۵۴۰ – ۱۰ ژوئیهٔ ۱۵۹۰) یک آرشیدوک و حاکم داخل اتریش از دودمان هابسبورگ بود.
وی که پسر فردیناند یکم، امپراتور مقدس روم بود از ۲۵ ژوئیه ۱۵۶۴ تا ۱۰ ژوئیه ۱۵۹۰ در قدرت بوده است.

## نگارخانه

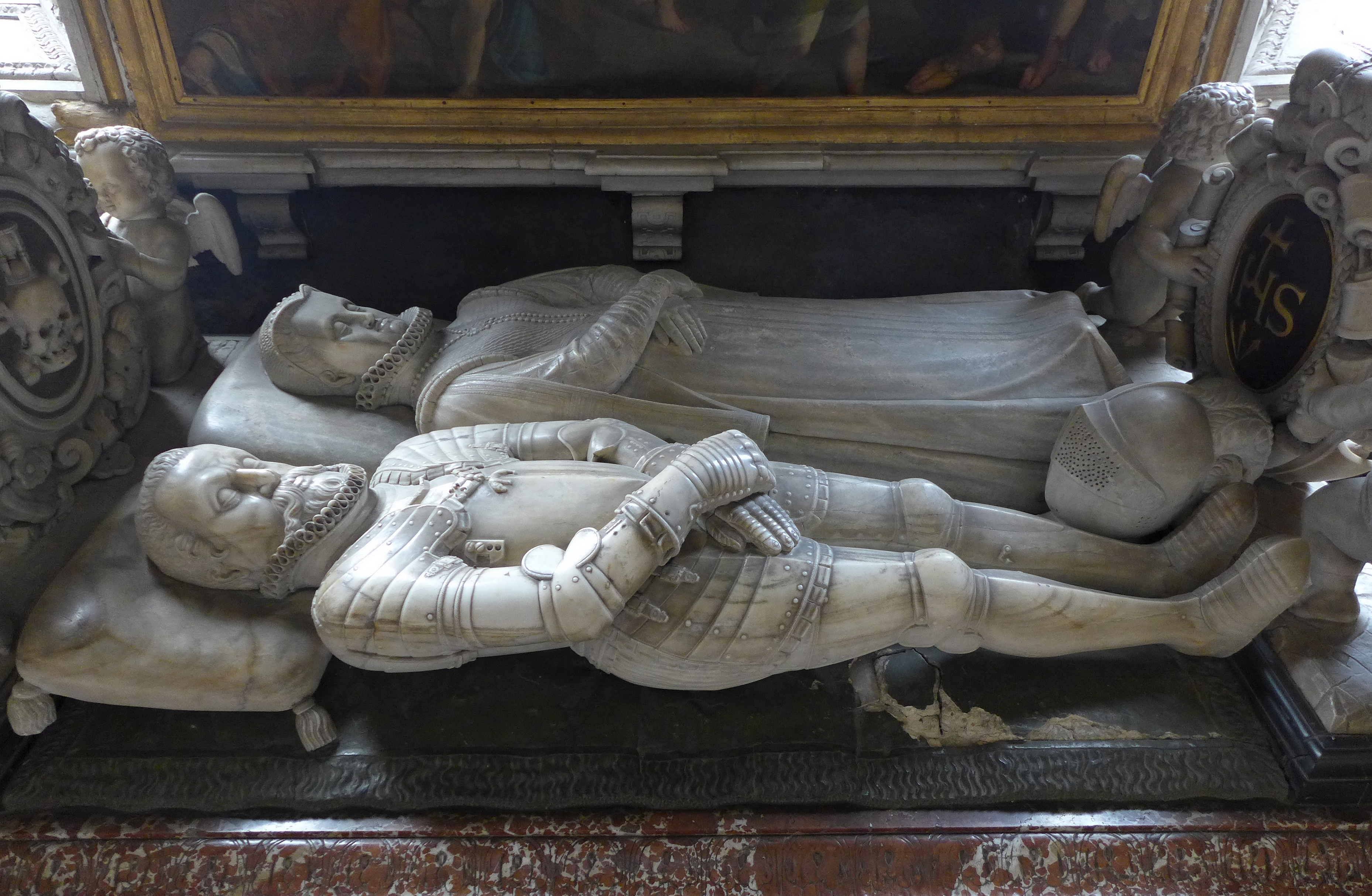
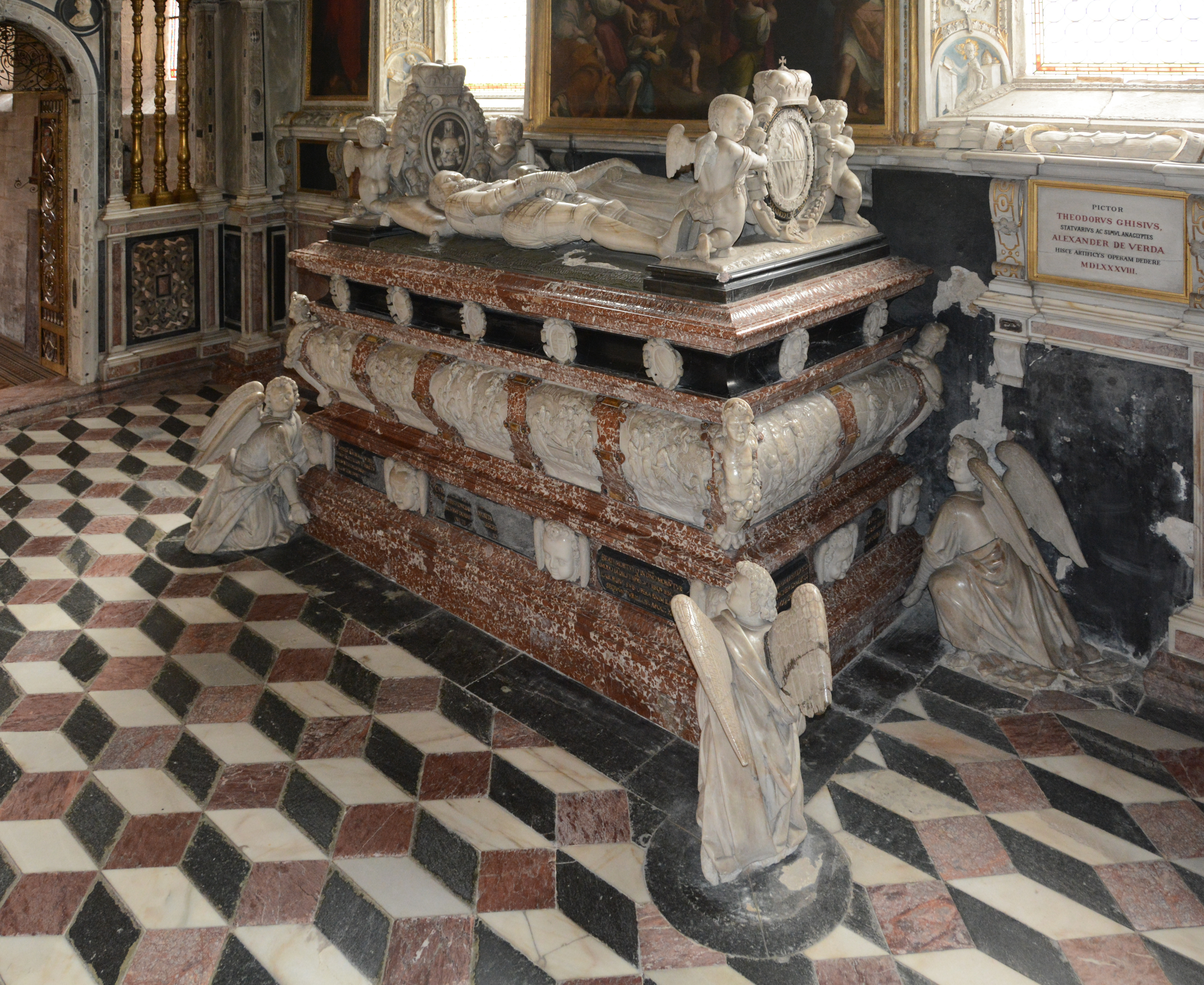